# 브라이언 드차트

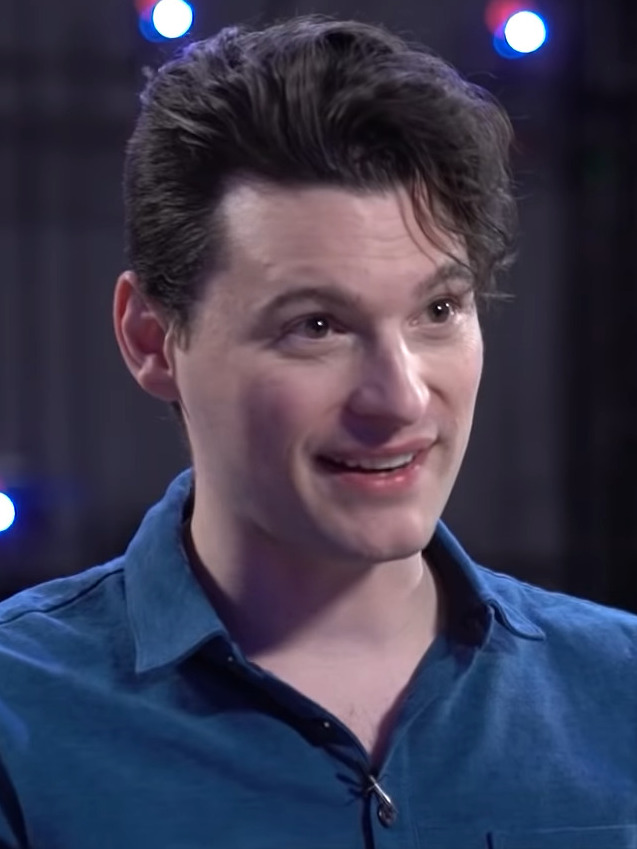

브라이언 드차트(Bryan Dechart, 1987년 3월 17일 ~ )는 미국의 영화배우, 텔레비전 배우, 성우이다.
솔트레이크시티에서 태어났다.

## 방송
- 제인 바이 디자인

## 영화
- 유윌 온리 해브 이치 아더 (2018년)
- 룸메이트 (2015년)
- 리메이닝 (2014년) - 댄 역
- 다코타 썸머 (2014년)
- 드림즈 프럼 어 페트리파이드 헤드 (2011년)
- 개구쟁이 스머프 (2011년)
- 스텝 업 3D (2010년)